# Таналыкское водохранилище
Таналыкское водохранилище — водохранилище на реке Таналык в Хайбуллинском районе Республики Башкортостан, Россия.

## Описание
Водохранилище получило своё название от реки Таналык, притока реки Урал. Таналыкское водохранилище комплексного назначения, преимущественно для сезонного регулирования стока вод, выработки электроэнергии, а также рекреации и сбора вод для водоснабжения Зауральского группового водопровода, фильтрация вод реки Таналык через тело грунтовой плотины. Питание реки преимущественно снеговое.
Створ плотины находится в 124 км от устья реки Таналык, деревня Хворостянское, Хайбулинский район. Длина водохранилища составляет 6,6 км, средняя ширина 0,3 (максимальная-0,7) км. Средняя глубина достигает 7,1 м при максимальной 19,6 м. Площадь зеркала 1,9-2,01 км², площадь водосбора реки в створе гидроузла — 1046 км². Среднегодовой объём притока −39,1 млн м³, полезный объём водохранилища 13,3 млн м³, общий — 1462 млн м³ (1, 11). Вода в водохранилище пресная. Режим регулирования — многолетний.
На водохранилище действует Таналыкская микро-гидроэлектростанция, построенная в 1996—1997 годы, мощностью 50 кВт. Средний расход воды в 59 км от устья (деревня Мамбетово) составляет 5,89 м³/с (объём стока 0,186 км³/год).
В 1966 году на северо-запад от водохранилища было открыто Юбилейное медно-колчеданное месторождение, одно из крупнейших в стране. Основные работы по добыче начались в 1996 году. Основные руды данного месторождения это первичные медно-колчеданные и золотосодержащие, с основными образующими элементами: железо, цинк, медь и сера. Добыча руды открытым способом завершена, работы ведутся на глубине до 1500 м (ООО «Башкирская медь»).
Берега, свободные от построек и других сооружений, используют как пастбища, поскольку на них преимущественно расположились пойменные луга. В южной части водохранилища, берега имеют много бухт и заливов, местами заболоченных.

## Климат
Климат расположения водохранилища Таналыкского засушливый и в меру теплый, максимальные температурные значения летом составляют +42 °C (июль), в зимние месяцы до −44 °C (январь). Среднее количество осадков 514 мм. Высота снежного покрова колеблется от 17 до 35 см, средняя составляет 25 см. С ноября по апрель покрывается льдом, толщина которого может колебаться в пределах 78-140 см.